# II. Róbert skót király
II. Róbert (1316. március 2. – 1390. április 19.) skót király 1371-től haláláig. Ő volt az első Stuart-házból származó skót uralkodó.

## Élete
1316. március 2-án született, a Renfrewshire megyei Paisley Apátságban, Walter Stewart (Skócia 6. főudvarmestere) és Marjorie Bruce skót királylány (I. Róbert király és első felesége, Isabella of Mar grófnő leánya) fiaként és egyetlen gyermekeként.
Apai nagyszülei: James Stewart (Skócia 5. főudvarmestere) és Gilles de Burgh grófnő
A szülők 1315-ben házasodtak össze. Anyja valószínűleg 1316. március 2-án, terhessége utolsó heteiben leesett lováról, s olyan súlyos sérüléseket szenvedett, hogy hamarabb beindult nála a szülés. A csecsemőt az orvosok épphogy meg tudták menteni, Marjorie azonban nem élte túl a beavatkozást. Csupán 19 éves volt.
Walter 20 éves korában tehát megözvegyült, de később újranősült, ezúttal Isabel de Graham-et (Sir John Graham of Abercorn leánya) vette nőül, aki három gyermekkel, két fiúval és egy leánnyal (János, András és Egidia) ajándékozta meg férjét. 
Walter 1327. április 9-én, körülbelül 30 éves korában hunyt el, árván hagyva akkor 11 éves fiát, Róbertet, valamint három további kiskorú gyermekét is, Jánost, Andrást és Egidiát.
Róbert 1371. február 22-én, II. Róbert néven Skócia új királya lett. Megkoronázására 1371. március 26-án került sor.
Euphemia 1386-ban hunyt el, özvegyen hagyva az akkor már 70 éves Róbertet, aki többé nem is nősült újra. 
Négy év múlva, 1390. április 19-én, 74 esztendős korában érte őt utol a halál, a Dundonald Kastélyban, a skóciai Ayrshire megyében. Végső nyughelye 1390. április 25. óta a Scone Apátságban van.

## Gyermekei
Róbert kétszer is megnősült élete során, 1336-ban Elizabeth Mure of Rowallan skót arisztokrata hölgy lett a hitvese, aki házasságuk 19 éve alatt 10 gyermeket szült férjének:
- János (1337. augusztus 14 - 1406. április 4.), Carrick grófja, ő később III. Róbert néven lett skót király

- Valter, Fife lordja
- Robert (1340 körül - 1420. szeptember 3.), Albany hercege
- Sándor (1343 - 1405. június 20.), Buchan grófja
- Margit, ő lett Islay-i János (Isles lordja) második felesége
- Marjorie, ő kétszer is férjhez ment, először John Dunbar-hoz (Moray 5. grófja), másodszor pedig Sir Alexander Keith-hez
- Johanna, ő háromszor is volt férjnél (első férje: Sir John Keith, második férje: Sir John Lyon, Glamis lordja, harmadik férje pedig: Sir James Sandilands volt, 1384-től)
- Izabella, kétszer is volt férjnél, első férje James Douglas (Douglas 2. grófja) volt, második férje pedig David Edmonstone volt
- Katalin, ő később Sir Robert Logan of Grugar and Restalrig (Skócia főtengernagya) hitvese lett
- Erzsébet, ő Sir Thomas Hay (Skócia fő-hadseregparancsnoka) felesége lett 1372. november 7-én

Mivel 1336-ban megkötött házasságuk, az állítólagos túl közeli vérrokonságuk miatt, nem felelt meg az egyházi jognak, 1349-ben meg kellett ismételniük a templomi esküvői szertartást. (A pápai diszpenzáció 1347. november 22-én, Avignon-ban lett jogerős.) 
1355 elején Elizabeth meghalt, özvegye, Róbert pedig még az év május 2-án újranősült, új felesége az özvegy, de gyermektelen Euphemia de Ross grófnő lett, aki 1346-ban veszítette el első férjét, a 40 éves John Randolph-ot (Moray 3. grófját).
A házaspárnak négy közös gyermeke született:
- Dávid (1357 - 1386 körül), Strathearn grófja, valószínű, hogy felesége Sir Alexander Lindsay of Glenesk leánya (neve ismeretlen) lett, akitől egy lánya született, Eufémia
- Valter (meghalt 1437. március 26-án), Atholl grófja, aki 1378 környékén Margaret Barclay-t, Brechin úrnőjét vette feleségül, a párnak két fia született, Alan és David
- Erzsébet (született 1359 és 1370 között), aki 1380 és 1384 között David Lindsay (Crawford 1. grófja) felesége lett, a frigyből hét (négy fiú és három leány) gyermek született, Gerard, Ingram, Marjorie, Alexander, David, Elizabeth és Isabella
- Egidia, aki 1387-ben Sir William Douglas of Nithsdale skót lovag felesége lett, a frigyből két gyermek származott, Egidia és William